# Cyril Serredszum
Cyril Serredszum (* 2. Oktober 1971 in Metz) ist ein ehemaliger französischer Fußballspieler und derzeitiger -trainer. 

## Karriere

### Verein
Cyril Serredszum spielte bereits in seiner Jugend für den FC Metz. 1988 kam er in die zweite Mannschaft, um dann 1990 in die Profimannschaft zu kommen, mit der er in der Ligue 1 spielte. 1998 wechselte Serredszum zum HSC Montpellier. In seiner ersten Saison kam er nur auf neun Einsätze. In der Saison darauf kam er zwar auf 19 Einsätze, jedoch spielte er nur selten über die ganze Spielzeit. Daher ging er 2000 in die Ligue 2, der zweiten Liga, und heuerte beim FC Martigues an. Dort konnte er sich einen Stammplatz erkämpfen und kam in seiner ersten Saison auf 21 Einsätze. In der Saison darauf kam Serredszum nur auf vier Einsätze. Sein letztes Spiel als Profi machte Cyril Serredszum am 23. Februar 2002, als er am 30. Spieltag der Ligue 2, gegen den SC Amiens, in der Anfangself stand und nach 72 Minuten für Fréderic Firly ausgewechselt wurde.
Im Sommer 2002 verließ er Martigues und ging zurück in seine lothringische Heimat, um dort auf Amateurbasis zu spielen. Beim damaligen Fünftligisten CSO Amnéville unterschrieb er nun einen Vertrag. Serredszum beendete 2006 seine Karriere.

## Karriere als Trainer und Funktionär
Zu Beginn der Saison 2006/07 wurde Serredszum Co-Trainer bei seinem Heimatklub FC Metz, der in die Ligue 2 abstieg. Als Co-Trainer konnte man zum Ende der Saison den direkten Wiederaufstieg schaffen. Diesen Posten gab er am 24. Dezember 2007 ab. Von 2009 bis Januar 2010 war er Sportdirektor beim damaligen Zweitligisten Racing Straßburg. Seit dem 22. Dezember 2010 war er, zusammen mit Jeff Strasser, Trainer beim luxemburgischen Erstligisten CS Fola Esch und rückte zur Saison 2012/13 ins zweite Glied. Nachdem Strasser am 27. September 2017 als neuer Trainer des deutschen Zweitligisten 1. FC Kaiserslautern verpflichtet wurde, übernahm Serredszum die Mannschaft erneut als Cheftrainer. Im Februar 2018 wurde Serredszum entlassen, da die Verantwortlichen trotz eines dritten Tabellenplatzes befürchteten, die Saisonziele nicht zu erreichen.
Am 4. Oktober 2018 stellte der FC Progrès Niederkorn Serredszum als neuen Cheftrainer vor. Dort wurde er zwei Spieltage vor Saisonende im Mai 2019 nach einer 0:5-Niederlage gegen RFC Union Luxemburg entlassen, da die Vereinsführung fürchtete, das ausgegebene Saisonziel, die Qualifikation für die Europa League, zu verpassen.
Im März 2020 übernahm er das Training bei Union Titus Petingen. Eine Woche vor Beginn der Saison 2020/21 trat Serredszum aus persönlichen Gründen von seinem Traineramt zurück.